# Le Rossignol-Brigand
Pour le film d'Egor Baranov, voir Le Rossignol-Brigand (film).

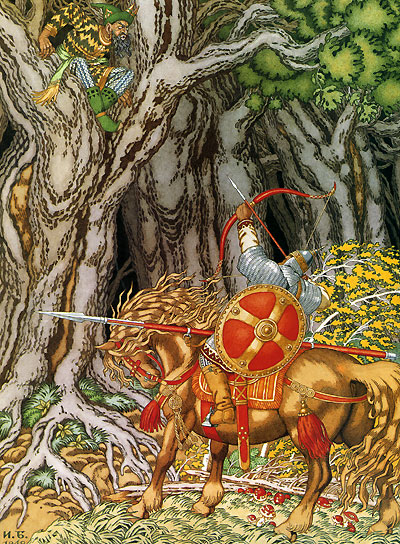
Ilya Mouromets et le Rossignol-Brigand, par Ivan Bilibine.

Le Rossignol-Brigand, ou le Brigand-Rossignol (en russe : Солове́й-Разбо́йник, Soloveï-Razboïnik), aussi connu sous le nom de Soloveï Odikhmantievitch (Соловей Одихмантьевич), est un personnage mythique qui apparaît dans les bylines (poème épiques) de la Rus' de Kiev.

## La légende
La byline qui concerne le Rossignol-Brigand, aussi appelée Le premier voyage d'Ilya Mouromets, est l'un des textes épiques russes les plus célèbres, ayant été enregistrée 132 fois, selon Bailey et Ivanova. Le Rossignol-Brigand est un personnage monstrueux, mi-homme, mi-oiseau ; il est capable de voler, vit dans un nid, a une famille humaine. On dit qu'il vivait dans une forêt près de Briansk : installé dans un chêne imposant au bord de la route de Kiev, il paralysait les voyageurs par son puissant sifflement. Selon une version en vers, lorsqu'il se mettait à siffler et à crier, « toutes les herbes et les prairies s'emmêlent, les fleurs d'azur perdent leurs pétales, les bois sombres sont pliés jusqu'à terre, et quant aux êtres humains, ils gisent tous morts ! »

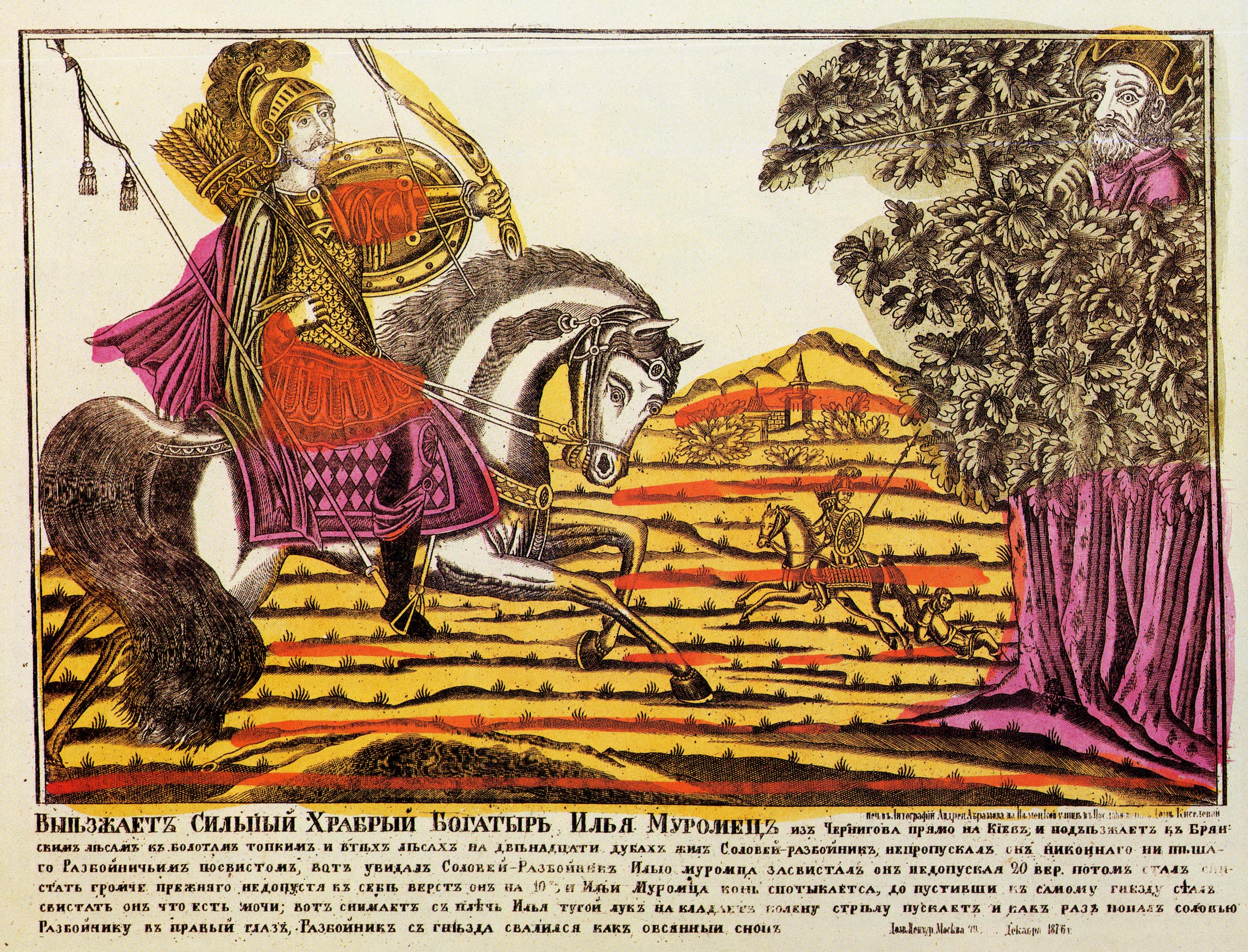
Loubok du XVIIIe siècle

Selon la légende, il fut vaincu par Ilya Mouromets, qui survécut alors que le brigand avait rasé la moitié de la forêt environnante. Ilya lui planta une flèche dans l'œil et le traîna devant le prince Vladimir le Grand. Vladimir voulut entendre siffler le Rossignol-Brigand, mais celui-ci affirma qu'il était trop gravement blessé, et demanda du vin pour guérir de ses blessures, après quoi il sifflerait pour le prince. Mais lorsqu'il se mit à siffler, les palais de Vladimir en furent détruits, et de nombreux hommes tués ; Vladimir lui-même dut se protéger derrière son manteau de zibeline. Ilya Mouromets l'emmena alors en plein champ et lui trancha la tête.

## Racines historiques
Il est possible que le Brigand-Rossignol soit inspiré d'un personnage réel, un noble qui rançonnait les voyageurs. Il se serait installé sur une île de la rivière Desna (dont le cours s'est déplacé depuis lors), sur le territoire du village de Zazimia Brovary, à une quinzaine de kilomètres de Kiev. Toutefois la légende incorpore vraisemblablement des éléments mythologiques plus anciens et mêle sans doute plusieurs personnages.
La légende du Brigand-Rossignol fut recueillie par Pavel Melnikov dans une collection de manuscrits du XVIIe siècle et publiée en 1845 et 1847 dans le Bulletin du Gouvernement de Nijni Novgorod.

## Le nom
On trouve en français principalement les deux formes Le Rossignol-Brigand et Le Brigand-Rossignol. Le nom du personnage en anglais, Nightingale the Robber (« Rossignol le Brigand ») semble d'une part plus fidèle à la dénomination russe, d'autre part plus cohérent avec le texte des bylines (et les illustrations des louboks), qui évoquent bien avant tout un brigand humain dénommé Soloveï (« Rossignol »), même s'il lui est attribué certaines caractéristiques d'un oiseau. Melnikov mentionne que les traditions mordves parlent de deux seigneurs mordves vivant autrefois dans la région de Nijni Novgorod, l'un appelé « Sansonnet », l'autre « Rossignol », qui se connaissaient l'un l'autre. Avant la christianisation, il était courant d'attribuer un nom d'oiseau à une personne.
L'appellation de Soloveï Odikhmantievitch signifie « Rossignol fils d'Odikhmant », ce nom n'étant pas d'origine russe. Une autre byline du cycle de Kiev évoque un héros appelé Soukhman Odikhmantievitch, ou encore Damantovitch.

## Analogies
Dans le récit gallois de Culhwch et Olwen (XIe siècle), le héros, Culwch menace, si le portier ne lui ouvre pas la porte du château du Roi Arthur : « Je lancerai trois cris à la porte de cette poterne, des cris tels qu'il n'y en a pas eu de plus assourdissants [...] Toutes les femmes qui sont enceintes avorteront, et toutes les femmes qui ne le sont pas auront le cœur tellement retourné et accablé qu'elles ne pourront plus jamais concevoir. »

## Dans la culture contemporaine
- Le Géant de la steppe (Ilya Mouromets) est un film soviétique d'Alexandre Ptouchko (1956), dans lequel apparaît le personnage du Brigand-Rossignol.
- Ilya Mouromets et le Rossignol-Brigand est un dessin animé soviétique de 1978
- Ilya Mouromets et le rossignol voleur est un dessin animé russe  de Vladimir Toropchine (2007)

Le brigand rossignol est le titre d'une chanson de Serge Latour (1969).
Le nom de Soloveï-Razboïnik a été repris par Iegor Baranov pour intituler un film russe de 2012 (comédie d'humour noir).
Dans le roman d'Antoine Volodine "Terminus radieux" (Prix Médicis 2014), le personnage de Solovieï est fortement inspiré du Rossignol-Brigand.